# Галлямов Олександр Романович
Олександр Романович Галяшок (нар. 28 серпня 1999, Березники, Пермська область, Росія) — російський фігурист, що виступає в парному катанні, дворазовий бронзовий призер Олімпійських ігор, чемпіон світу та Європи.

З 15 квітня 2023 року перебуває під санкціями РНБО, строком на п'ятдесят років, за антиукраїнську діяльність.

## Програми
| Season    | Short program                                                                       | Free skating                                                                 | Exhibition |
| --------- | ----------------------------------------------------------------------------------- | ---------------------------------------------------------------------------- | --- |
| 2021–2022 | - La Esmeralda Чезаре Пуньї хореограф: Наталія Бестем'янова і Ігор Бобрін           | - The Snowstorm - Time, Forward by Georgy Sviridov хореограф: Микола Морозов | - The Phantom of the Opera (з мюзиклу Привид опери) Ендрю Ллойд Веббер - Where Do I Begin (з фільму Історія кохання Франсіс Ле) - Beggin' у виконанні Måneskin - Oh, Pretty Woman Рой Орбісон |
| 2020–2021 | - La Esmeralda Чезаре Пуньї хореограф: Наталія Бестем'янова і Ігор Бобрін           | - Bohemian Rhapsody - We Are the Champions Queen хореограф: Олександр Жулін  | - When I Fall in Love у виконанні Королівського філармонічного оркестру - Unchained Melody у виконанні Кріса Інгама                                                                           |
| 2019–2020 | - Je suis malade by Лара Фабіан                                                     | - Майстер і Маргарита by Ігор Корнелюк                                       | - Feeling Good Muse |
| 2018–2019 | - Party Like a Russian Роббі Вільямс                                                | - Майстер і Маргарита by Ігор Корнелюк                                       | - Treasure Waltz Йоганн Штраус |
| 2017–2018 | - Party Like a Russian Роббі Вільямс - In the Hall of the Mountain King Едвард Гріг | - 1492: Conquest of Paradise Vangelis                                        | - L-O-V-E у виконанні акторського складу телесеріалу «Хор» |

## Спортивні результати
(У парі з Анастасією Мішиною)
| Змагання                                | 17/18               | 18/19               | 19/20               | 20/21               | 21/22               |
| Міжнародні змагання                     | Міжнародні змагання | Міжнародні змагання | Міжнародні змагання | Міжнародні змагання | Міжнародні змагання |
| --------------------------------------- | ------------------- | ------------------- | ------------------- | ------------------- | ------------------- |
| Олімпійські ігри                        |                     |                     |                     |                     | 3                   |
| Чемпіонат світу                         |                     |                     |                     | 1                   |                     |
| Чемпіонат Європи                        |                     |                     |                     |                     | 1                   |
| Фінал Гран-прі                          |                     |                     | 3                   |                     | C                   |
| Етап Гран-прі: Internationaux de France |                     |                     | 1                   |                     |                     |
| Етап Гран-прі: NHK Trophy               |                     |                     | 3                   |                     | 1                   |
| Етап Гран-прі: Rostelecom Cup           |                     |                     |                     | 2                   | 1                   |
| Alpen Trophy                            |                     | 1                   |                     |                     |                     |
| Finlandia Trophy                        |                     |                     | 1                   |                     | 1                   |
| Міжнародні командні змагання            |                     |                     |                     |                     |                     |
| Олімпійські ігри                        |                     |                     |                     |                     | 1                   |
| Командний чемпіонат світу               |                     |                     |                     | 1                   |                     |
| Національні змагання                    |                     |                     |                     |                     |                     |
| Чемпіонат Росії                         | 7                   | 5                   | 4                   | 4                   | 1                   |
| Чемпіонат Росії серед юніорів           | 2                   | 1                   |                     |                     |                     |
| Фінал Кубка Росії                       |                     |                     | 1                   | 1                   |                     |
| Етап Кубка Росії: III етап              | 1                   | 1                   |                     |                     |                     |
| Етап Кубка Росії: IV етап               | 2                   |                     | 1                   | 1                   |                     |
| Етап Кубка Росії: V етап                |                     |                     |                     | 1                   |                     |
| Міжнародні юніорські змагання           |                     |                     |                     |                     |                     |
| Чемпіонат світу                         | 3                   | 1                   |                     |                     |                     |
| Фінал юніорського Гран-прі              |                     | 1                   |                     |                     |                     |
| Етап юніорського Гран-прі: Канада       |                     | 1                   |                     |                     |                     |
| Етап юніорського Гран-прі. Словаччина   |                     | 1                   |                     |                     |                     |
| Golden Spin                             | 1                   |                     |                     |                     |                     |

## Детальні результати
(У парі з Анастасією Мішиною)
| Сезон 2021–22        |                                                         |         |          |              |
| Дата                 | Змагання                                                | КП      | ДП       | Загалом      |
| 18–19 лютого 2022    | Олімпійські ігри                                        | 3 82,76 | 3 154,95 | 3 237,71     |
| 4–7 лютого 2022      | Олімпійські ігри – командні змагання                    | 2 82.64 | 1 145.20 | 1T           |
| 10–16 січня 2022     | Чемпіонат Європи                                        | 1 82.36 | 1 157.46 | 1 239.82     |
| 21–26 грудня 2021    | Чемпіонат Росії                                         | 1 83.74 | 1 160.00 | 1 243.74     |
| 26–28 листопада 2021 | Етап Гран-прі: Rostelecom Cup                           | 2 73.64 | 1 153.34 | 1 226.98     |
| 12–14 листопада 2021 | Етап Гран-прі: NHK Trophy                               | 1 78.40 | 1 148.88 | 1 227.28     |
| 7–10 жовтня 2021     | Finlandia Trophy                                        | 2 73.76 | 1 153.37 | 1 227.13     |
| Сезон 2020–21        |                                                         |         |          |              |
| Дата                 | Змагання                                                | КП      | ДП       | Загалом      |
| 15–18 квітня 2021    | Командний чемпіонат світу                               | 1 73.77 | 1 151.59 | 1T/1P 225.36 |
| 22–28 березня 2021   | Чемпіонат світу                                         | 3 75.79 | 1 151.80 | 1 227.59     |
| 26 лют– 2 бер. 2021  | Фінал Кубка Росії національні змагання                  | 1 80.79 | 1 153.69 | 1 234.48     |
| 5–7 лютого 2021      | Кубок Першого каналу                                    | 2 80.24 | 2 156.30 | 2T/2P 236.54 |
| 23–27 грудня 2020    | Чемпіонат Росії                                         | 5 73.25 | 4 138.70 | 4 211.95     |
| 5–8 грудня 2020      | Етап Кубка Росії: V етап (Москва) національні змагання  | 1 80.13 | 1 152.34 | 1 232.47     |
| 20–22 листопада 2020 | Етап Гран-прі: Rostelecom Cup                           | 1 79.34 | 2 146.46 | 2 225.80     |
| 8–12 листопада 2020  | Етап Кубка Росії: IV етап (Казань) національні змагання | 1 79.66 | 1 153.43 | 1 233.09     |
| Сезон 2019–20        |                                                         |         |          |              |
| Дата                 | Змагання                                                | КП      | ДП       | Загалом      |
| 2–9 лютого 2020      | Bavarian Open                                           | 1 71.48 | 1 130.75 | 1 202.23     |
| 24–29 грудня 2019    | Чемпіонат Росії                                         | 8 67.73 | 3 145.12 | 4 212.85     |
| 4–8 грудня 2019      | Фінал Гран-прі                                          | 4 71.48 | 3 131.65 | 3 203.13     |
| 22–24 листопада 2019 | Етап Гран-прі: NHK Trophy                               | 3 69.00 | 3 134.35 | 3 203.35     |
| 1–3 листопада 2019   | Етап Гран-прі: Internationaux de France                 | 2 73.77 | 1 133.81 | 1 207.58     |
| 11–13 жовтня 2019    | Finlandia Trophy                                        | 1 74.99 | 1 135.19 | 1 210.18     |